# Tetraloniella bottandieri
Tetraloniella bottandieri là một loài Hymenoptera trong họ Apidae. Loài này được Alfken mô tả khoa học năm 1914.